# PEC in het seizoen 1942/43
Het seizoen 1942/1943 was het 33e jaar in het bestaan van de Zwolse voetbalclub PEC. De club kwam uit in de Eerste Klasse Oost. Ook werd deelgenomen aan het toernooi om de KNVB beker.

## Wedstrijdstatistieken

### Oefenduels
| Datum + plaats          | Wedstrijd                  | Uitslag        | Scoreverloop |
| ----------------------- | -------------------------- | -------------- | --- |
| 29 augustus 1942 Zwolle | PEC Zwolle – GVAV          | 6 – 3 (1 – 3)  | Jan Martens, Jan Martens, Tals , Jan Doorneweert, Jan Doorneweert 2–3, Jan Doorneweert 3–3, Cornelis Mulder 4–3, Jan Doorneweert 5–3, Cornelis Mulder 6–3                      |
| 4 september 1942 Zwolle | PEC Zwolle – Achilles 1894 | 11 – 0 (5 – 0) | Cornelis Mulder (3x), Frans Tausch, Piet van Heerde, Jan Doorneweert 6–0, Jan Doorneweert 7–0, Cornelis Mulder 8–0, Jan Doorneweert 9–0, Jan Doorneweert 10–0, Jan Dekker 11–0 |

### Eerste Klasse Oost
| Sportclub Enschede                                                  | |               |                                                                    |
|                                                                     | PEC                                                                                                  | 0 – 2 (0 – 0) | Sportclub Enschede                                                 |
| 29 november 1942 Plaats: Zwolle Gemeentelijk Sportpark              | |               | 78' Meyerman 82' Wim ten Duis                                      |
|                                                                     | Sportclub Enschede                                                                                   | 5 – 1 (3 – 1) | PEC                                                                |
| 20 september 1942 Plaats: Enschede G.J. van Heekpark                | Wim ten Duis 6' Frits Birmolt (e.d.) 30' Henny Wiecherink 40' Gerrit Nagels 48' Henny Wiecherink 58' |               | 37' Koeke Westerhuis                                               |
| AGOVV                                                               | |               |                                                                    |
|                                                                     | PEC                                                                                                  | 2 – 4 (2 – 1) | AGOVV                                                              |
| 13 december 1942 Plaats: Zwolle Gemeentelijk Sportpark              | Cornelis Mulder 5' Jan Doorneweert 17'                                                               |               | 1' ten Wolde 58' Zwikker 70' (pen) Bart Zoetbrood 85' Ribbers      |
|                                                                     | AGOVV                                                                                                | 2 – 1 (1 – 1) | PEC                                                                |
| 4 oktober 1942 Plaats: Apeldoorn Sportpark Berg & Bos               | ten Wolde 8' Bart Zoetbrood 50'                                                                      |               | Frans Tausch                                                       |
| Go Ahead                                                            | |               |                                                                    |
|                                                                     | PEC                                                                                                  | 2 – 5 (1 – 3) | Go Ahead                                                           |
| 13 september 1942 Plaats: Zwolle Gemeentelijk Sportpark             | Cornelis Mulder 5' Cornelis Mulder                                                                   | IJsselderby   | Harry Wagenvoort Henny Koopman Roelofs Piet De Vries Kees Kerkdijk |
|                                                                     | Go Ahead                                                                                             | 8 – 2 (4 – 1) | PEC                                                                |
| 22 november 1942 Plaats: Deventer De Adelaarshorst                  | Roelofs (pen) Roelofs Kees Kerkdijk Henny Koopman                                                    | IJsselderby   | Frans Tausch (pen) Jan Doorneweert                                 |
| N.E.C.                                                              | |               |                                                                    |
|                                                                     | PEC                                                                                                  | 3 – 0 (2 – 0) | N.E.C.                                                             |
| 24 januari 1943 Plaats: Zwolle Gemeentelijk Sportpark               | Frans Tausch 2' Hubers (e.d.) 40' Frans Tausch 75'                                                   |               |                                                                    |
|                                                                     | N.E.C.                                                                                               | 3 – 2 (1 – 2) | PEC                                                                |
| 25 oktober 1942 Plaats: Nijmegen Goffertstadion                     | Wim Lakenberg 2' Piet ten Velde Bertus Rengers                                                       |               | 3' Jan Doorneweert Cornelis Mulser                                 |
| WVV Wageningen                                                      | |               |                                                                    |
|                                                                     | PEC                                                                                                  | 2 – 2 (2 – 1) | WVV Wageningen                                                     |
| 1 november 1942 Plaats: Zwolle Gemeentelijk Sportpark               | Johan Drost 32' Cornelis Mulder                                                                      |               | 41' Blom 67' Blom                                                  |
|                                                                     | WVV Wageningen                                                                                       | 3 – 0 (2 – 0) | PEC                                                                |
| 31 januari 1943 Plaats: Wageningen Stadion de Wageningse Berg       | van de Meij 15' van de Meij 25' Willy Zittersteijn 75'                                               |               |                                                                    |
| NCV & AV Quick                                                      | |               |                                                                    |
|                                                                     | PEC                                                                                                  | 1 – 3 (0 – 2) | NCV & AV Quick                                                     |
| 27 september 1942 Plaats: Zwolle Gemeentelijk Sportpark             | Johan Drost                                                                                          |               | 30' Han Engelsman Binnendijk Bertus ten Oever                      |
|                                                                     | NCV & AV Quick                                                                                       | 3 – 3 (0 – 1) | PEC                                                                |
| 6 december 1942 Plaats: Nijmegen Sportpark Hazenkamp                | Burger Jansen Burger                                                                                 |               | Wim Kieft Gé Maalstee 70' Jan Doorneweert                          |
| AVC Heracles                                                        | |               |                                                                    |
|                                                                     | PEC                                                                                                  | 1 – 3 (1 – 1) | AVC Heracles                                                       |
| 15 november 1942 Plaats: Zwolle Gemeentelijk Sportpark              | Frans Tausch 42'                                                                                     |               | 35' Teun Willemink 70' Broer Krabshuis 80' (e.d.) Henk Zoomers     |
|                                                                     | AVC Heracles                                                                                         | 4 – 2 (2 – 0) | PEC                                                                |
| 6 september 1942 Plaats: Almelo Gemeentelijk Sportpark Bornsestraat | Broer Krabshuis 9' Broer Dirckinck Johan Veldhuis 46' Broer Krabshuis                                |               | 49' Cornelis Mulder 84' Gé Maalstee                                |
| Enschedese Boys                                                     | |               |                                                                    |
|                                                                     | PEC                                                                                                  | 5 – 2 (2 – 1) | Enschedese Boys                                                    |
| 18 oktober 1942 Plaats: Zwolle Gemeentelijk Sportpark               | Frans Tausch Jan Doorneweert Frans Tausch Johan Drost Jan Doorneweert                                |               | 20' Selderhuis Speek                                               |
|                                                                     | Enschedese Boys                                                                                      | 1 – 0 (0 – 0) | PEC                                                                |
| 17 januari 1943 Plaats: Enschede Volkspark                          | (e.d.)                                                                                               |               |                                                                    |
| HVV Tubantia                                                        | |               |                                                                    |
|                                                                     | PEC                                                                                                  | 4 – 0 (1 – 0) | HVV Tubantia                                                       |
| 11 oktober 1942 Plaats: Zwolle Gemeentelijk Sportpark               | Frans Tausch 30' Jan de Roos Jan Doorneweert Johan Drost                                             |               |                                                                    |
|                                                                     | HVV Tubantia                                                                                         | 3 – 2 (1 – 2) | PEC                                                                |
| 20 december 1942 Plaats: Hengelo Sportpark De Bijenkorf             | Lulof Heetjans Menzo Booy Wolter van Raalte                                                          |               | Jan Doorneweert Gé Maalstee                                        |

### KNVB beker
| Groepsfase                                           | P.E.C.                                             | 0 – 2 (0 – 2) | ZAC                             |
| 18 april 1943 Plaats: Zwolle Gemeentelijk Sportpark  |                                                    |               | Piet Backers                    |
| Groepsfase                                           | ZAC                                                | 0 – 2 (0 – 2) | P.E.C.                          |
| 28 februari 1943 Plaats: Zwolle Sportpark Veerallee  |                                                    |               | Jan Doorneweert Cornelis Mulder |
| Groepsfase                                           | P.E.C.                                             | 2 – 1 (0 – 1) | Zwolsche Boys                   |
| 14 maart 1943 Plaats: Zwolle Gemeentelijk Sportpark  | Jan Doorneweert                                    | Zwolse derby  | v.d. Weide                      |
| Groepsfase                                           | Zwolsche Boys                                      | 3 – 2 (1 – 1) | P.E.C.                          |
| 4 april 1943 Plaats: Zwolle Sportpark de Vrolijkheid | Arend Gerrits (pen)) Arend Gerrits Ekkelenkamp 75' | Zwolse derby  | Frans Tausch Piet van Heerde    |

## 1942/43

### Selectie 1942/43
| Nat.               | Naam                | Competitie | Competitie | Beker      | Beker      | Totaal     | Totaal     | Seizoen    | Vorige club    |            |            |            |            |            |
| Nat.               | Naam                | W          |            | W          |            | W          |            | Seizoen    | Vorige club    |            |            |            |            |            |
| Doelmannen         | Doelmannen          | Doelmannen | Doelmannen | Doelmannen | Doelmannen | Doelmannen | Doelmannen | Doelmannen | Doelmannen     | Doelmannen | Doelmannen | Doelmannen | Doelmannen | Doelmannen |
| ------------------ | ------------------- | ---------- | ---------- | ---------- | ---------- | ---------- | ---------- | ---------- | -------------- | ---------- | ---------- | ---------- | ---------- | ---------- |
| Vlag van Nederland | Harry van der Vegte | –          | –          | –          | –          | –          | –          | 6e         | Onbekend       |            |            |            |            |            |
| Vlag van Nederland | J. H. Webbink       | –          | –          | –          | –          | –          | –          | –          | Jeugd          |            |            |            |            |            |
| Vlag van Nederland | J. Nossent          | –          | –          | –          | –          | –          | –          | –          | Jeugd          |            |            |            |            |            |
| Veldspelers        |                     |            |            |            |            |            |            |            |                |            |            |            |            |            |
| Vlag van Nederland | Frits Bimolt        | –          | –          | –          | –          | –          | –          | –          | Onbekend       |            |            |            |            |            |
| Vlag van Nederland | Wim van der Vegt    | –          | –          | –          | –          | –          | –          | 6e         | Onbekend       |            |            |            |            |            |
| Vlag van Nederland | Johan Drost         | –          | –          | –          | –          | –          | –          | –          | Onbekend       |            |            |            |            |            |
| Vlag van Nederland | Wim Gerritsen       | –          | –          | –          | –          | –          | –          | –          | Onbekend       |            |            |            |            |            |
| Vlag van Nederland | Piet Vogelzang      | –          | –          | –          | –          | –          | –          | –          | Onbekend       |            |            |            |            |            |
| Vlag van Nederland | Koeke Westerhuis    | –          | –          | –          | –          | –          | –          | –          | Onbekend       |            |            |            |            |            |
| Vlag van Nederland | Jan Dekker          | –          | –          | –          | –          | –          | –          | 1e         | Onbekend       |            |            |            |            |            |
| Vlag van Nederland | Piet van Heerde     | –          | –          | –          | –          | –          | –          | 1e         | Zwolsche Boys  |            |            |            |            |            |
| Vlag van Nederland | Gé Maalstee         | –          | –          | –          | –          | –          | –          | –          | Onbekend       |            |            |            |            |            |
| Vlag van Nederland | Tames Slecht        | –          | –          | –          | –          | –          | –          | –          | Onbekend       |            |            |            |            |            |
| Vlag van Nederland | Frans Tausch        | –          | –          | –          | –          | –          | –          | 9e         | RKSV Schijndel |            |            |            |            |            |
| Vlag van Nederland | Jan de Roos         | –          | –          | –          | –          | –          | –          | –          | Onbekend       |            |            |            |            |            |
| Vlag van Nederland | Henk Zoomers        | –          | –          | –          | –          | –          | –          | –          | Onbekend       |            |            |            |            |            |
| Vlag van Nederland | Wim Kieft           | –          | –          | –          | –          | –          | –          | –          | Onbekend       |            |            |            |            |            |
| Vlag van Nederland | Jan Doorneweert     | –          | –          | –          | –          | –          | –          | –          | Onbekend       |            |            |            |            |            |
| Vlag van Nederland | Jan Nijland         | –          | –          | –          | –          | –          | –          | –          | Onbekend       |            |            |            |            |            |
| Vlag van Nederland | Cornelis Mulder     | –          | –          | –          | –          | –          | –          | –          | Onbekend       |            |            |            |            |            |
| Nat.               | Naam                | W          |            | W          |            | W          |            | Seizoen    | Vorige club    |            |            |            |            |            |
| Nat.               | Naam                | Competitie | Competitie | Beker      | Beker      | Totaal     | Totaal     | Seizoen    | Vorige club    |            |            |            |            |            |

## Statistieken PEC 1942/1943

### Eindstand PEC in de Nederlandse Eerste Klasse Oost 1942 / 1943
| Stand | Gespeeld | Gewonnen | Gelijk | Verloren | Punten | Doelpunten voor | Doelpunten tegen |
| ----- | -------- | -------- | ------ | -------- | ------ | --------------- | ---------------- |
| 10e   | 18       | 2        | 3      | 13       | 8      | 33              | 53               |

### Punten per tegenstander
|       | Sportclub Enschede | AGOVV | Go Ahead | N.E.C. | WVV Wageningen | NCV & AV Quick | AVC Heracles | Enschedese Boys | HVV Tubantia |
| ----- | ------------------ | ----- | -------- | ------ | -------------- | -------------- | ------------ | --------------- | ------------ |
| Thuis | 0                  | 0     | 0        | 2      | 1              | 0              | 0            | 2               | 2            |
| Uit   | 0                  | 0     | 0        | 0      | 0              | 1              | 0            | 0               | 0            |

### Doelpunten per tegenstander
|       | Sportclub Enschede | AGOVV | Go Ahead | N.E.C. | WVV Wageningen | NCV & AV Quick | AVC Heracles | Enschedese Boys | HVV Tubantia | Totaal |
| ----- | ------------------ | ----- | -------- | ------ | -------------- | -------------- | ------------ | --------------- | ------------ | ------ |
| Thuis | 0                  | 2     | 2        | 3      | 2              | 1              | 1            | 5               | 4            | 20     |
| Uit   | 1                  | 1     | 2        | 2      | 0              | 3              | 2            | 0               | 2            | 13     |
|       |                    |       |          |        |                |                |              |                 |              | 33     |